# Список экорегионов Ботсваны
Ниже приводится список экорегионов в Ботсване, согласно Всемирному Фонду дикой природы (ВФП).

## Наземные экорегионы
по основным типам местообитаний

### Тропические и субтропические луга, саванны и кустарники
- Акациево-байкиевые луга Калахари
- Бушвелд Южной Африки
- Байкиевые луга Замбези
- Луга Замбези и Мопане

### Затопляемые луга и саванны
- Затопленные луга Замбези
- Солончаки Замбези

### Пустыни и засухоустойчивые кустарники
- Засушливая саванна Калахари

## Пресноводные экорегионы
по биорегиону

### Замбези
- Калахари
- Пойменные равнины Окаванго
- Верхние поймы Замбези

### Южный Умеренный
- Оранжевая